# Milan van Ewijk
Milan van Ewijk (* 8. September 2000 in Amsterdam) ist ein niederländischer Fußballspieler, der aktuell bei Coventry City in der EFL Championship unter Vertrag steht.

## Karriere

### Im Verein
Van Ewijk begann seine fußballerische Karriere in der Jugendakademie von Feyenoord Rotterdam, für die er bis 2016 aktiv war. Anschließend wechselte er in die Jugend von Excelsior Maassluis. Am 19. Mai 2018 (33. Spieltag) debütierte er in der Tweede Divisie gegen De Treffers, als man 2:1 gewann. In der Saison 2017/18 spielte er noch ein weiteres Spiel für die erste Mannschaft. Am 18. Mai 2019 (33. Spieltag) gelenagen ihm bei einem 4:0-Sieg bei der BVV Barendrecht seine ersten beiden Treffer für den Verein, wobei er in dem Spiel einen weiteren vorlegte. In gesamten Saison legte er sieben Tore vor und schoss diese beiden in 32 Ligapartien.
Im Sommer 2019 wechselte er ablösefrei in die Eredivisie zu ADO Den Haag. Dort debütierte er am 4. August 2019 (1. Spieltag) gegen den FC Utrecht in der Startformation. In der Winterpause wurde er bis zum Ende der Saison an den SC Cambuur in die eerste Divisie verliehen. Dort debütierte er am 7. Februar 2020 (25. Spieltag) gegen die MVV Maastricht über die volle Spielzeit. Nachdem er dort jedoch keinen Stammplatz hatte und teilweise nur für die U21 gespielt hatte, brach er die Leihe ab und kehrte im Mai vorzeitig zu Den Haag zurück. In der gesamten Saison 2019/20 spielte er also 17 Mal in der Eredivisie, zweimal in der eersten Divisie und zweimal für die U21 Cambuurs.
Am 6. Spieltag (25. Oktober 2020) der Folgesaison schoss er gegen AZ Alkmaar sein erstes Profitor und führte seine Mannschaft mit einer weiteren Vorarbeit zu einem 2:2. In der Saison 2020/21 folgte schließlich sein Durchbruch als Stammspieler in der höchsten niederländischen Spielklasse.
Nach vielen erfolgreich absolvierten Spielen waren an ihm unter anderem Celtic Glasgow, als auch die deutschen Vereine Hamburger SV, FC Schalke 04 und der SV Darmstadt 98 interessiert.
Nach dem Abstieg von Den Haag entschied er sich allerdings, für 600 Tausend Euro, zum ehemaligen Ligarivalen SC Heerenveen zu wechseln. Am 13. August 2021 (1. Spieltag) debütierte er beim 1:0-Sieg über die Go Ahead Eagles Deventer über die vollen 90 Minuten für seinen neuen Klub.
Nach zwei Jahren als Stammspieler verpflichtete ihn im Sommer 2023 der englische Zweitligist Coventry City, bei dem er einen Vierjahresvertrag unterschrieb.

### Nationalmannschaft
Im März 2022 debütierte van Ewijk in der niederländischen U21-Nationalmannschaft und bestritt bis Sommer 2023 mit ihr acht Spiele, davon drei bei der U21-Europameisterschaft 2023.